# Hikikomari Kyūketsu Hime no Monmon
Hikikomari Kyūketsu Hime no Monmon (ひきこまり吸血姫の悶々?  lit. La agonía de una princesa vampiro encerrada), también conocida como The Vexations of a Shut-In Vampire Princess en inglés, es una serie japonesa de novelas ligeras escritas por Kotei Kobayashi e ilustradas por Riichu. SB Creative comenzó a publicar la serie el 11 de enero de 2020 bajo su sello GA Bunko, con trece volúmenes publicados hasta el momento. Una adaptación a manga del ilustrador de la novela Riichu comenzó a serializarse en Gekkan Big Gangan el 25 de diciembre de 2021 y se serializó hasta 25 de abril de 2025, y hasta el momento la serie se ha recopilado en tres volúmenes tankōbon. Una adaptación de la serie de televisión de anime del Project No.9 se estrenó en octubre de 2023.

## Sipnosis
La vampira recluida Terakomari (o Komari para abreviar), despierta de su letargo y descubre que ha sido ascendida a comandante del ejército. Sin embargo, la cuestión es que su nuevo escuadrón tiene fama de ser violentamente insubordinado. Y aunque Komari nació en una prestigiosa familia de vampiros, su odio a la sangre la ha convertido en la imagen de la mediocridad: flaca, descoordinada e inepta para la magia. Con las probabilidades en su contra, ¿será suficiente la ayuda de su confiable doncella para que esta reclusa se equivoque en su camino hacia el éxito?

## Personajes
Terakomari Gandesblood (テラコマリ・ガンデスブラッド Terakomari Gandesuburaddo?)
 Seiyū: Tomori Kusunoki
Villhaze (ヴィルヘイズ Viruheizu?)
 Seiyū: Sayumi Suzushiro
Karen Helvetius (カレン・エルヴェシアス Karen Eruveshiasu?)
 Seiyū: Yōko Hikasa
Nelia Cunningham (ネリア・カニンガム Neria Kaningamu?)
 Seiyū: Fairouz Ai
Karla Amatsu (アマツ・カルラ Amatsu Karura?)
 Seiyū: Miyuri Shimabukuro
Sakuna Memoir (サクナ・メモワール Sakuna Memowāru?)
 Seiyū: Manaka Iwami
Millicent Bluenight (ミリセント・ブルーナイト Mirisento Burūnaito?)
 Seiyū: Sora Amamiya
Melca Tiano (メルカ・ティアーノ Meruka Tiāno?)
 Seiyū: Reina Ueda
Tio Flat (ティオ・フラット Tio Furatto?)
 Seiyū: Saku Mizuno
Gertrude (ガートルード Gātorūdo?)
 Seiyū: Rina Hidaka
Koharu Minenaga (峰永 こはる Minenaga Koharu?)
 Seiyū: Hina Kino
Chaostel Conte (カオステル・コント Kaosuteru Konto?)
 Seiyū: Natsuki Hanae
Belius Innu Cerberus (ベリウス・イッヌ・ケルベロ Beriusu Innu Kerubero?)
 Seiyū: Masaaki Mizunaka
Melakonsi (メラコンシー Merakonshī?)
 Seiyū: Tasuku Hatanaka
Johan Helders (ヨハン・ヘルダース Yohan Herudāsu?)
 Seiyū: Yūsuke Kobayashi
Arman Gandesblood (アルマン・ガンデスブラッド Aruman Gandesuburaddo?)
 Seiyū: Jun Fukushima

## Contenido de la obra

### Novela ligera
Hikikomari Kyūketsu Hime no Monmon es escrita por Kotei Kobayashi e ilustrada por Riichu. SB Creative comenzó a publicar la serie el 11 de enero de 2020. Hasta el momento se han publicado trece volúmenes.
En agosto de 2021, Yen Press anunció que obtuvo la licencia de la serie para su publicación en inglés.
| Volúmenes de novelas ligeras publicadas | Volúmenes de novelas ligeras publicadas | Volúmenes de novelas ligeras publicadas |
| Número                                  | Fecha de publicación                    | ISBN                                    |
| --------------------------------------- | --------------------------------------- | --------------------------------------- |
| 1                                       | 11 de enero de 2020                     | ISBN 978-4-8156-0465-3                  |
| 2                                       | 14 de mayo de 2020                      | ISBN 978-4-8156-0551-3                  |
| 3                                       | 11 de septiembre de 2020                | ISBN 978-4-8156-0743-2                  |
| 4                                       | 14 de enero de 2021                     | ISBN 978-4-8156-0890-3                  |
| 5                                       | 13 de mayo de 2021                      | ISBN 978-4-8156-0985-6                  |
| 6                                       | 14 de septiembre de 2021                | ISBN 978-4-8156-1203-0                  |
| 7                                       | 14 de enero de 2022                     | ISBN 978-4-8156-1378-5                  |
| 8                                       | 13 de mayo de 2022                      | ISBN 978-4-8156-1642-7                  |
| 9                                       | 14 de octubre de 2022                   | ISBN 978-4-8156-1643-4                  |
| 10                                      | 16 de enero de 2023                     | ISBN 978-4-8156-1910-7                  |
| 11                                      | 15 de mayo de 2023                      | ISBN 978-4-81-562137-7                  |
| 12                                      | 14 de octubre de 2023                   | ISBN 978-4-81-562138-4                  |
| 13                                      | 15 de marzo de 2024                     | ISBN 978-4-81-562139-1                  |

### Manga
Una adaptación de manga, ilustrada por el ilustrador de la novela Riichu, comenzó a serializarse en la revista Gekkan Big Gangan de Square Enix el 25 de diciembre de 2021 y se publicó hasta el 25 de abril de 2025. Square Enix recopila sus capítulos individuales en volúmenes tankōbon. El primer volumen se lanzó el 23 de junio de 2022.
| Volúmenes de manga publicados | Volúmenes de manga publicados | Volúmenes de manga publicados |
| Número                        | Fecha de publicación          | ISBN                          |
| ----------------------------- | ----------------------------- | ----------------------------- |
| 1                             | 23 de junio de 2022           | ISBN 978-4-75-757986-6        |
| 2                             | 25 de enero de 2023           | ISBN 978-4-75-758363-4        |
| 3                             | 25 de noviembre de 2023       | ISBN 978-4-75-758919-3        |

### Anime
Se anunció una adaptación de la serie de televisión a anime en la transmisión en vivo «GA Fes 2023» el 5 de enero de 2023. Es producido por el estudio Project No.9 y dirigido por Tatsuma Minamikawa, con guiones supervisados por Keiichirō Ōchi, diseños de personajes a cargo de Tomoyuki Shitaya y música compuesta por Go Shiina. La serie se estrenó el 7 de octubre de 2023 en Tokyo MX y BS NTV. El tema de apertura es "Red Liberation" de FripSide, mientras que el tema de cierre es "Nemurenai" de MIMiNARI con Tomori Kusunoki. Sentai Filmworks obtuvo la licencia de la serie fuera de Asia, y lo transmitió en HIDIVE. REMOW obtuvo la licencia de la serie en el Sudeste Asiático.

## Recepción
A Demelza de Anime UK News le gustaron las ilustraciones, aunque criticó duramente la historia y los personajes. A Rebecca Silverman de Anime News Network le gustaron las ilustraciones y pensó que la escritura era «sólida», al tiempo que criticaba a los personajes, especialmente a Vill y Komari.